# Paul Bockstaele
Kanunnik Paul Petrus Bockstaele (Melle, 7 februari 1920 - Oud-Heverlee, 3 augustus 2009) was een Belgisch wiskundige en hoogleraar aan de Katholieke Universiteit Leuven. Hij was gespecialiseerd in het onderzoek naar de geschiedenis van de wiskunde. Hij had hierbij een grote interesse voor het leven en het werk van Adriaan van Roomen.
Bockstaele ging naar het grootseminarie van Gent waar hij een jaargenoot was van schrijver Anton van Wilderode. Op 16 april 1944 werd hij tot priester gewijd in de Sint-Baafskathedraal. Daarna studeerde hij wiskunde aan de Katholieke Universiteit Leuven waar hij in 1948 zijn doctoraat behaalde.
Na tussen 1947 en 1953 wiskundeleraar te zijn geweest aan het Sint-Vincentiuscollege van Eeklo en tussen 1953 en 1962 wiskundedocent te zijn geweest aan de Bisschoppelijke Normaalschool van Sint-Niklaas werd Bockstaele in 1962 benoemd tot lector aan de universiteit van Leuven. In 1967 werd hij er benoemd tot hoogleraar. Bockstaele gaf er de cursussen analyse en geschiedenis van de wiskunde. In 1985 ging hij op emeritaat.
Bockstaele was lid van de Koninklijke Vlaamse Academie van België voor Wetenschappen en Kunsten waar hij voorzitter was van de Bestendige Commissie voor de Geschiedenis der Wetenschappen. Verder was hij sinds 1971 corresponderend lid van de International Academy of the History of Science waarvan hij effectief lid werd in 1988.
Van 1992 tot 2005 was Bockstaele betrokken bij de archeologische opgravingen in de oude Romeinse stad Sagalassos in het huidige Turkije onder leiding van zijn huisgenoot, archeoloog Marc Waelkens. Bockstaele verzorgde er de filmopnamen van de opgravingen.
In 1967 werd Bockstaele kanunnik van het Sint-Baafskapittel te Gent.